# Електронний текстиль

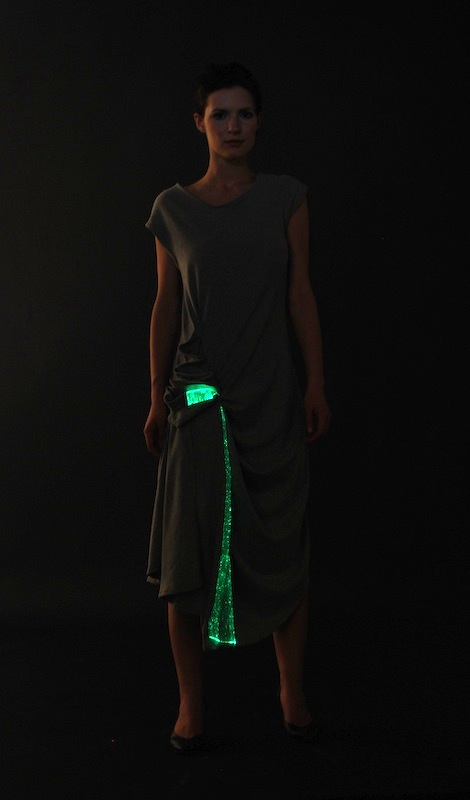
Світлодіоди і оптоволокно як частина жіночої моди

Е-тканини (відомі також під терміном «електронна тканина» або «розумна тканина») — вид текстилю, що містить електроніку (зокрема невеликі комп'ютери), і в якому застосовано цифрові технології. Багато видів високотехнологічного, розумного одягу, а також технологій, які застосовуються під час його виробництва, містять електронний текстиль.
Електронний текстиль слід відрізняти від приладів, що належать до класу портативних комп'ютерів, що вбудовуються в компоненти одягу, оскільки акцент робиться саме на безшовне вбудовування електронних компонентів, таких як мікрокомп'ютери, датчики або вимикачі в тканину.
Такого роду технології об'єднують під загальним терміном файбертроніка (англ. fiber — волокна і electorincs — електроніка). Дана дисципліна займається вивченням застосування можливостей електроніки під час виробництва тканин.

## Огляд
Існує два види інтеграції електронних компонентів і тканин:
- Електронний текстиль, що містить електронне обладнання (провідники, інтегральні схеми, РК-дисплеї і акумулятори, які вбудовуються безпосередньо в предмети одягу).
- Електронний текстиль, який вже сам складається з електронних матеріалів. Наприклад, його волокна можуть містити провідники, резистори, транзистори або діоди.

Більшість наукових або комерційних проектів в галузі файбертроніки ґрунтуються на застосуванні високих технологій у звичайному текстилі.